# Copiphana maozim
Copiphana maozim là một loài bướm đêm trong họ Noctuidae.